# Kriegerdenkmal Wahrenberg

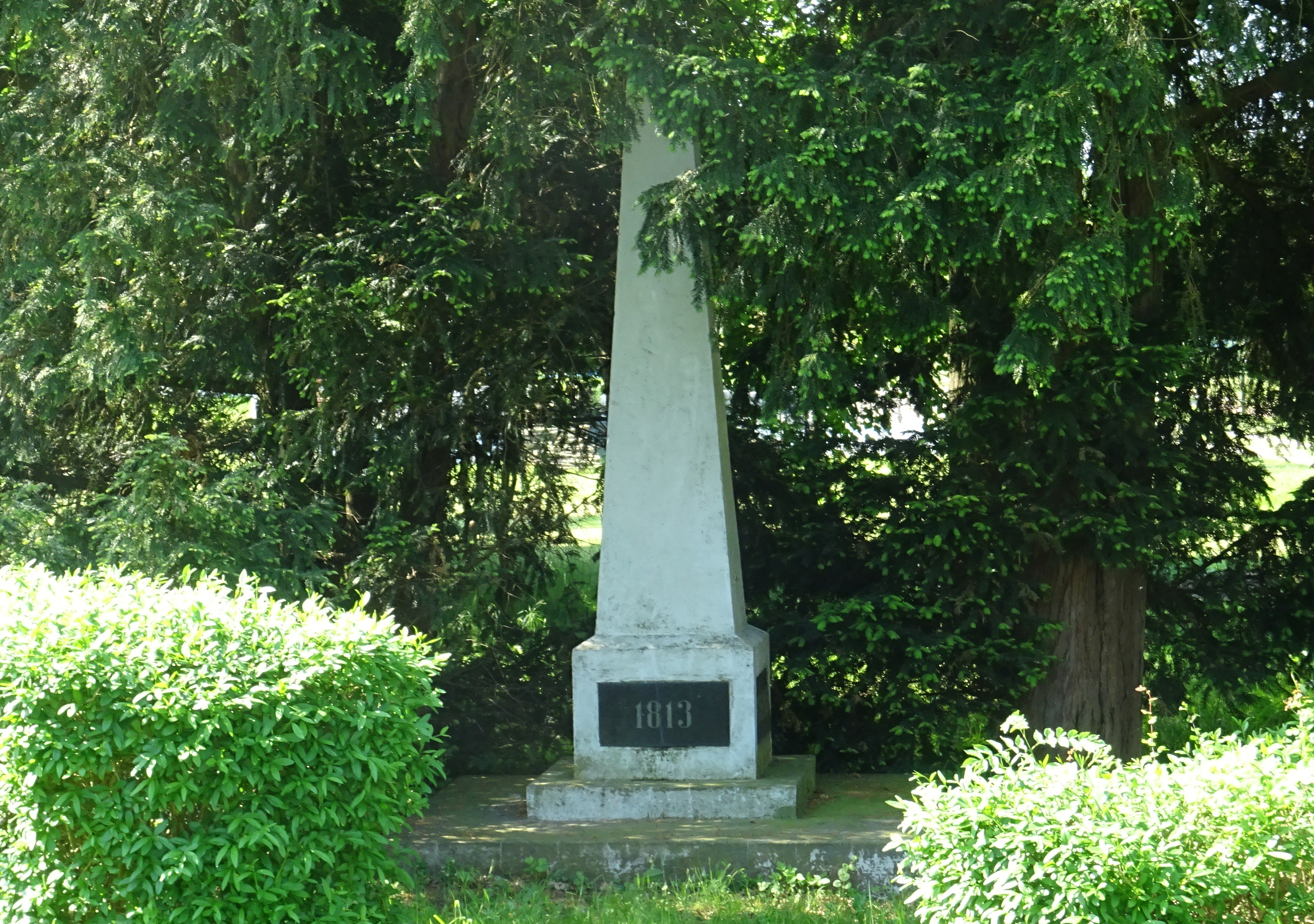
Kriegerdenkmal in Wahrenberg

Das Kriegerdenkmal Wahrenberg ist ein denkmalgeschütztes Kriegerdenkmal im Ortsteil Wahrenberg der Gemeinde Aland in Sachsen-Anhalt. Im örtlichen Denkmalverzeichnis ist das Kriegerdenkmal unter der Erfassungsnummer 094 36616 als Kleindenkmal verzeichnet.
Beim Kriegerdenkmal in Wahrenberg handelt es sich um eine Stele auf einem Sockel. Es wurde zur Erinnerung an die Gefallenen der Befreiungskriege, des Deutsch-Dänischen Krieges und des Deutsch-Französischen Krieges errichtet. Am Sockel wurden Tafeln mit den Jahreszahlen der Kriege angebracht. Namen der Gefallenen sind auf der Stele nicht vermerkt. Es steht an der Kreuzung Hauptstraße und Ewald-Fredrich-Ring in Wahrenberg.
Tafeln mit den Namen für die Gefallenen des Ersten Weltkriegs und des Zweiten Weltkriegs sind in der Dorfkirche aufgehängt.